# Max, der Taschendieb
Max, der Taschendieb ist ein deutscher Schwarz-Weiß-Spielfilm aus dem Jahre 1962. Heinz Rühmann spielte unter der Regie von Imo Moszkowicz die Titelrolle. Die Filmmusik stammte von Martin Böttcher. Die Uraufführung erfolgte am 1. März 1962, die Erstausstrahlung im deutschen Fernsehen am 12. Oktober 1964 im ZDF.

## Inhalt
Max Schilling ist ein echter Gentleman-Dieb mit dem Herz auf dem rechten Fleck. Er könnte als normaler Durchschnittsbürger durchgehen, wenn er sich als Beruf nicht den eines Taschendiebs ausgesucht hätte („was anderes habe ich nicht gelernt“). Er bestiehlt mit seinem Partner Arthur nur solche, die es verschmerzen können.
Während der Vorstellung eines Trickdiebes in einem Varieté stiehlt Max nicht nur dessen Brieftasche, sondern auch die des anwesenden US-Amerikaners Charly Gibbons. Die darin enthaltenen 30 Dollar stellen sich als Falschgeld heraus. Um seine Frau Pauline beim Friseur mit 20 DM auszulösen, versucht Max bei Joe, einem Kleinkriminellen, seine Außenstände einzutreiben. Der vertröstet ihn jedoch auf die nächste Woche und bietet ihm an, bei einem bald kommenden Geschäft mit kleinstem Aufwand 3000 Mark zu verdienen. Max lehnt ab, da ihm das Risiko mit Rücksicht auf seine Frau und Kinder zu hoch erscheint, für 10 Jahre ins Gefängnis zu gehen.
Zuhause erwartet ihn eine unangenehme Überraschung: Sein Sohn Egon und sein Schwager Fred, schwarzes Schaf der Familie und erfolgloser Kleinkrimineller, haben das jüngst angeschaffte Klavier verkauft und es sogleich zurückgemietet, damit es im Hause verbleiben kann. Den Erlös setzten sie vergeblich auf ein Pferd in einem bestochenen Rennen – nur das Pferd wusste nichts von der Bestechung und blieb beim Start stehen. Die weiteren Raten konnten sie nicht aufbringen – das Klavier wird abgeholt. Max’ Tochter ist in Tränen aufgelöst, Pauline verzweifelt. Fred bekommt einen Tritt in den Hintern und verlässt die Wohnung. Doch bald kommt es zur Versöhnung, da Max seiner Frau Pauline, Schwester von Fred, nicht widerstehen kann. Fred hat einen Alibi-Job als Kegelaufsteller angenommen, in Wirklichkeit aber ist er bei einem großen Geschäft dabei, um umgehend 3000 DM zu verdienen.
Es steht in der Zeitung: Bei einem Raubüberfall wurden 600.000 DM Lohngelder erbeutet; Fred ist nicht auffindbar. Seine Braut Desiree verdächtigt die Kellnerin Lizzy, ihn verführt zu haben. Doch diese beteuert, Joe sei die ganze Nacht bei ihr gewesen. Max hat bereits eine Ahnung: Fred und Joe waren bei dem Raubüberfall dabei. Max’ Sohn Egon glaubt sogar, Fred sei ein großer Fisch geworden und habe den Coup selbst ausgeführt.
Kurze Zeit später wird Fred ermordet aufgefunden. Max will Joe zur Rede stellen, kann ihn aber nicht antreffen. Noch vor Ort in Lizzys Kneipe erscheint Kommissar Friedrich und nimmt diese zu einem Termin mit. Was er ihr dabei noch verschweigt, aber Max zuraunt: Auch Joe wurde ermordet. Max erkennt schließlich, dass Charly Gibbons der Mörder ist, und zusammen mit seinem Taschendieb-Partner Arthur und Sohn Egon sorgt er mit einem doppelten Taschenspielertrick dafür, dass Gibbons der gerechten Strafe zugeführt wird.
Die ausgelobte Belohnung von 5000 DM jedoch lehnt Max ab, denn er würde als derjenige, der den Doppelmord und den Lohngeldraub aufdeckte, in den Zeitungen erscheinen, und sein ganzes Umfeld würde erfahren, dass er keineswegs Versicherungsagent ist, wie an seinem Klingelschild abzulesen ist, sondern schlicht nur Taschendieb und Kleinganove. Noch mehr aber fürchtet er die Ausgrenzung und Mobbing seiner Tochter durch Mitschüler; das könne er nicht zulassen. Inspektor Friedrich, schon mehr Freund als Kriminalist, setzt sich zuletzt dafür ein, dass Max zur Erleichterung seiner Ehefrau Pauline endlich eine ehrbare Anstellung als Lagerverwalter erhält.

## Kritiken
„Enttäuschende Komödie, arm an Leben und Humor, reich an Sentimentalität und schiefer Moral.“

„Eine sentimental verkleisterte Tragikomödie von unerfreulicher Doppelbödigkeit. Ab 18 ohne besondere Empfehlung.“

## Sonstiges
In dem Film ist auch der von Martin Böttcher 1961 unter dem Pseudonym „Michael Thomas“ komponierte Welterfolg Hawaii Tattoo zu hören, der es seinerzeit sogar in die amerikanischen Billboard-Charts schaffte.
Als Max’ Tochter Brigitte spielte die Schauspielerin Helga Anders ihre erste Kinorolle, allerdings als „Helgi Anders“.